# Chironomus globulus
Chironomus globulus är en tvåvingeart som beskrevs av Filinkova och Belyanina 1993. Chironomus globulus ingår i släktet Chironomus och familjen fjädermyggor. Inga underarter finns listade i Catalogue of Life.